# Flebitis
La flebitis és una inflamació d'una vena, generalment a la cama.
Quan la flebitis s'associa amb la formació de coàguls sanguinis (trombosi), generalment en les venes profundes de les cames, l'afecció es denomina tromboflebitis. Aquests coàguls poden viatjar als pulmons, causant un tromboembolisme pulmonar (TEP) que pot ser fatal.

## Etiologia
- Vasculitis: per exemple, lupus.
- Bacteriana: organismes patògens poden tenir accés i estimular la inflamació.
- Química: causada per irritants o solucions vesicants.
- Mecànica: El trauma físic de la punció de la pell i el moviment de la cànula en la vena durant la inserció, qualsevol manipulació posterior i el moviment de la cànula, la coagulació; o una cànula excessivament gran.
- Medicaments: celecoxib, olanzapina, antidepressius, i altres.
- Genètics, com es coneix en donar-se en famílies.
- Abús d'alcohol

## Signes i símptomes
- Vermellor (eritema) i calor amb una elevació de la temperatura d'un grau o més per sobre de la línia de base
- Dolor o cremor al llarg de la vena
- Inflor (edema)
- La vena es torna dura, i en forma de corda
- Si es produeix a causa d'una perfusió intravenosa, després disminueix la velocitat d'infusió

## Massatge
- Aquesta condició es considera una contraindicació, per la qual cosa no s'ha de realitzar cap massatge pel riscos de despendre's un coàgul que després podria viatjar al cor o als pulmons (embolisme pulmonar).